# Gorges du Rébenty
Les gorges du Rébenty sont un canyon creusé par le Rébenty dans le plateau de Sault partageant ce plateau en deux. La route départementale 107 emprunte ces gorges, elle est souvent creusée dans la roche des défilés et prise sur la rivière. 

## Géographie

### Situation
Les gorges du Rébenty se trouvent dans la haute vallée de l'Aude, à 9 km de Quillan à vol d'oiseau, à la limite de l'Ariège, à 12 km d'Ax-les-Thermes.
Les gorges proprement dites descendent d'en aval du village de La Fajolle (défilé d'Adouxes) jusqu'en amont de celui de Joucou (défilé de Joucou). Les villages de Mérial, Niort-de-Sault, Belfort-sur-Rebenty sont situés à l'intérieur des gorges. Le cours d'eau a creusé quatre défilés particulièrement étroits avec, parfois, des passages de moins de quatre mètres de large le long de son parcours : le défilé d'Adouxes entre La Fajolle et Mérial, le défilé de Niort en aval de ce village, le défilé d'Able à 500 mètres du suivant, le défilé de Joucou où la rivière plonge dans une profonde crevasse sur 500 mètres.
Entre Niort et Belfort, bordant le Rébenty, le pic de l'Aiguille, en forme de corne d'abondance, sert de tripoint entre trois communes.

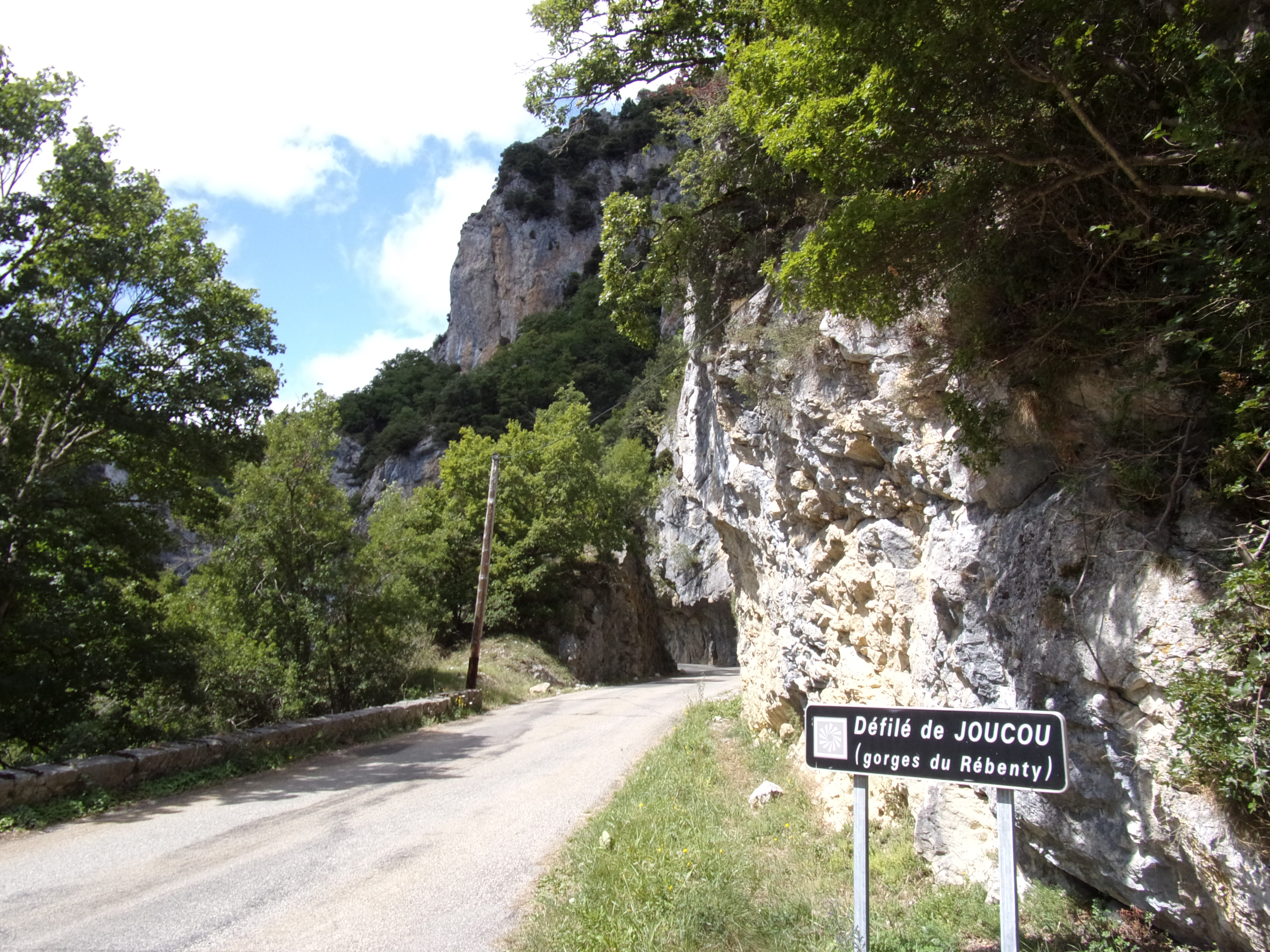
L'entrée du défilé de Joucou (vue aval).
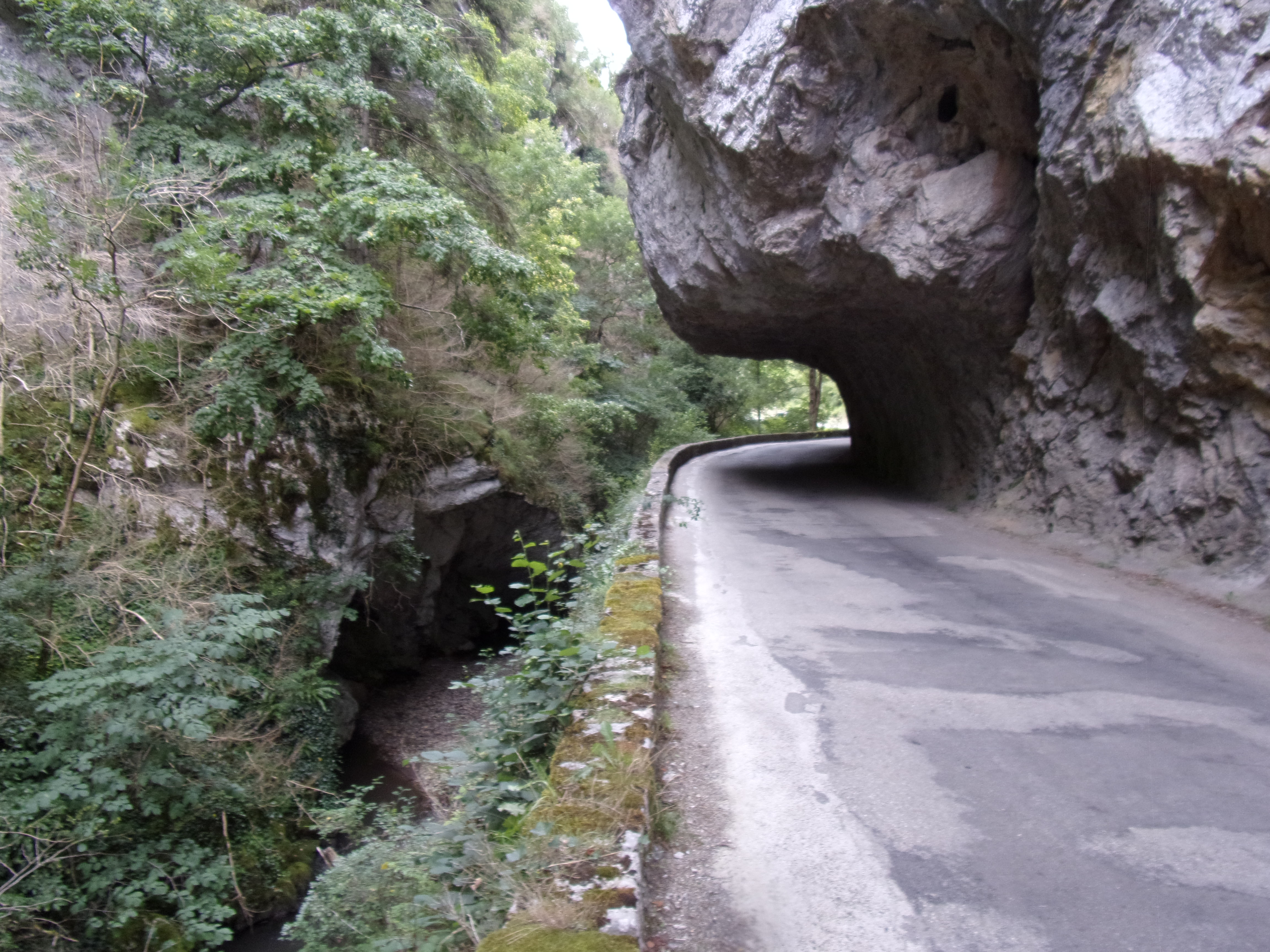
Défilé d'Able.
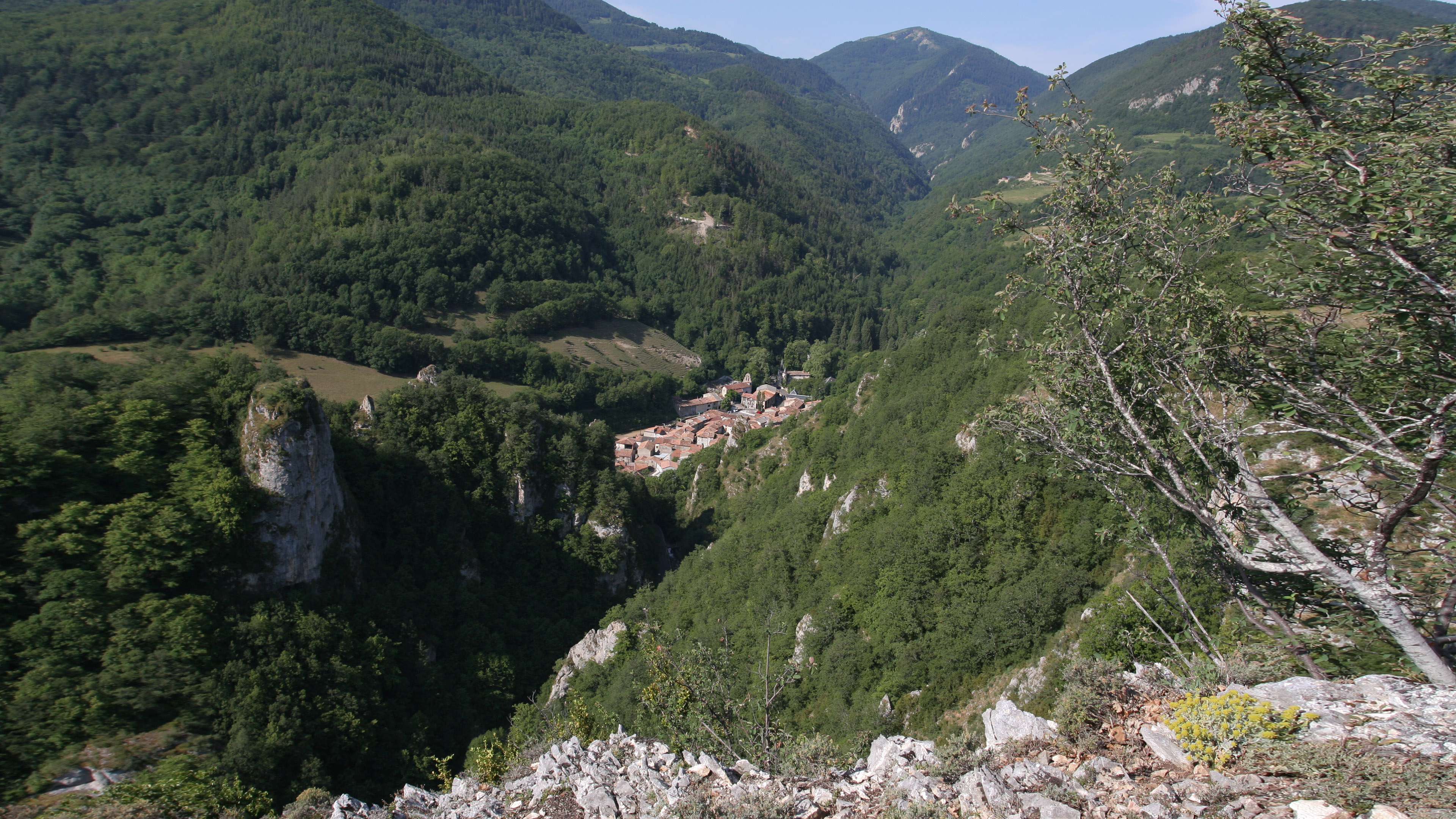
Défilé de Niort.
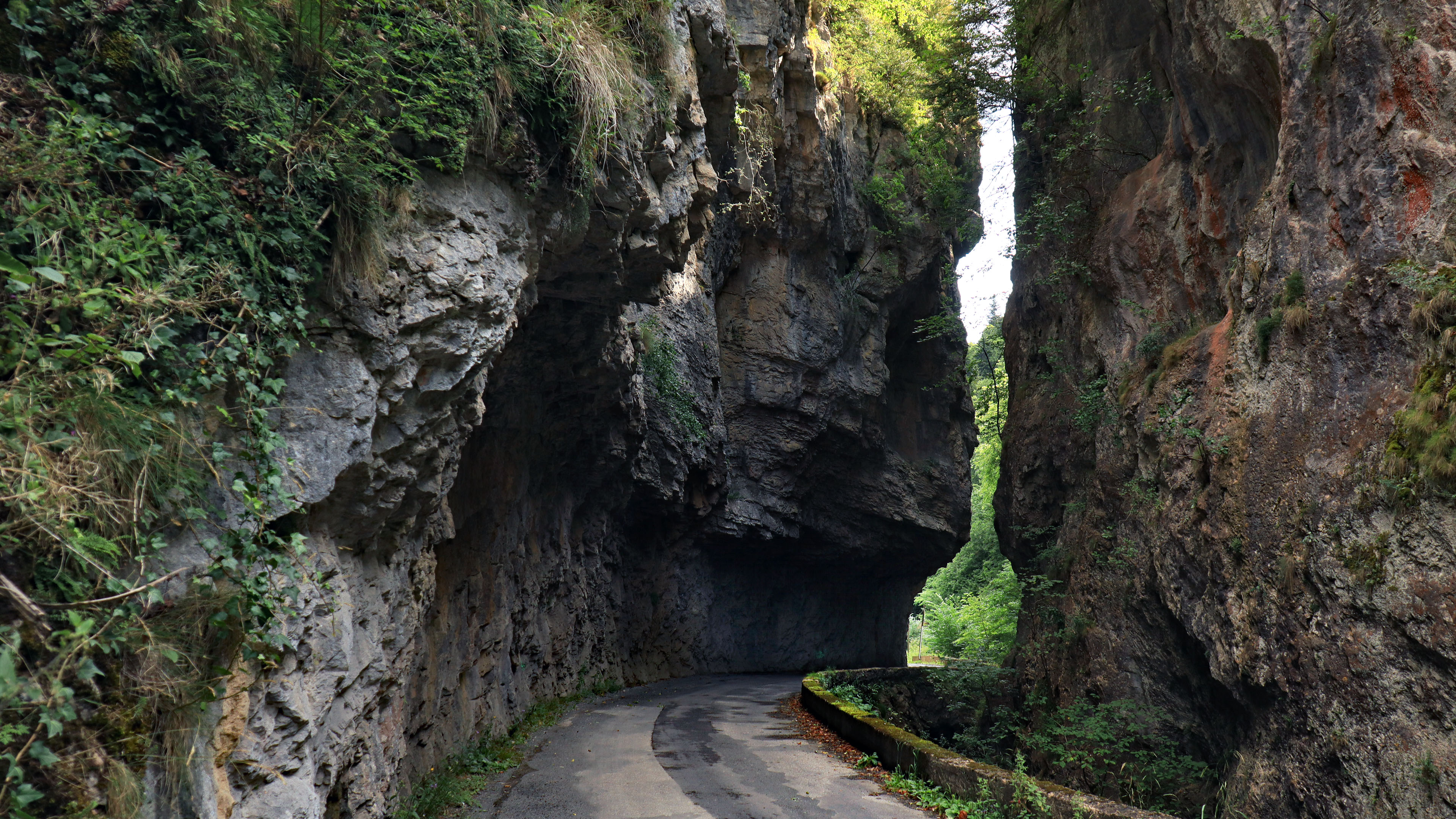
Défilé d'Adouxes.

### Topographie
Le Rébenty prend sa source dans les pentes du col du Pradel en forêt de la Fajolle dans les Pyrénées audoises (haute vallée de l'Aude). Les gorges se situent dans la partie moyenne du cours de la rivière.

### Géologie
Ces gorges sont creusées dans le karst du pays de Sault.

## Histoire
Bien que le cours d'eau soit peu facilement navigable, il restait un moyen de communication entre les vallées.
Des châteaux furent élevés par les Wisigoths pour contrôler cette voie aux entrées des passages les plus étroits. Ainsi furent bâtis les châteaux des Aniort et d'Able.
Cette vallée a un passé industriel important avec l'exploitation de la force motrice de l'eau qui a permis l'installation de moulin à bois (scieries) en particulier à Belfort, de moulins fariniers dont celui d'Able entre les défilés d'Able et de Joucou, de forges dont la principale était à Mérial.
Une route longeant le Rébenty a fait l'objet d'enquêtes d'utilité publique dès 1837. Elle fut actée comme chemin de grande communication no 7 de La Pradelle à La Fajolle en 1838. Les travaux ont commencé en 1840 avec la mise à contribution des communes les plus concernées en vertu de la loi sur les chemins vicinaux du 21 mai 1836. La route apparaît sur la carte de l'Aude de 1850 avec déjà son tracé rive gauche dans le défilé des gorges de Joucou. La physionomie actuelle de la route date de 1867 comme l'atteste la plaque commémorative placée à l'entrée du premier tunnel du défilé de Joucou, même si ce même tunnel a connu des élargissements ultérieurs.
En 2002, le club spéléo de l'Aude a nettoyé le fond des gorges de Joucou.
De petites centrales électriques sont exploitées par EDF avec des prises d'eau en amont de certains des défilés (Niort, Joucou) pour restitution en contrebas.
Les gorges du Rébenty sur tout le long de la rivière de la Fajolle à Cailla sont inscrites au titre des sites naturels depuis 1963.